# 魔女たちの眠り
『魔女たちの眠り』（まじょたちのねむり）は、1995年11月24日に日本のパック・イン・ビデオから発売されたスーパーファミコン用アドベンチャーゲーム。

## 概要
赤川次郎の小説『魔女たちのたそがれ』（1985年）、『魔女たちの長い眠り』（1985年）を原作としたサウンドノベル形式の作品。主人公の津田が謎の電話を受けた事を切っ掛けに山奥の村で殺人事件に遭遇するという内容。
開発は港技研が行い、プロデューサーは後にPlayStation用ソフト『夜想曲』（1998年）を手掛けた金沢十三男、脚本は脚本家の笠原邦暁、音楽はPCエンジン用ソフト『はにいいんざすかい』（1989年）を手掛けた松平あこが担当している。
1996年にはSFC版を移植した『魔女たちの眠り-完全版-』（まじょたちのねむり -かんぜんばん-）がWindows版としてエレクトロニック・アーツから発売された。1999年に次作『夜想曲』準拠のシステムに変更し追加要素を盛り込んだPlayStationリメイク移植版『魔女たちの眠り-復活祭-』（まじょたちのねむり -ふっかつさい-）が発売されている。PlayStation版は2010年にPlayStation 3およびPlayStation Portable用ソフトとしてゲームアーカイブスにて配信された。

## ゲーム内容
- マルチエンディングシステムを採用し、プレイヤーの選んだ選択肢次第で様々エンディングがあり、またエンディングにより続編が存在し、「第2幕」という形で続編が続く。第1幕での行動が影響してくるシナリオで、どんな行動をしたかによって違ったシナリオが展開される。
- ストーリーは大別して序盤で幼馴染が焼死となるか失踪となるかの2通り、村に着いた直後にお種婆さんに会うか会わないかの2通り、前者と後者の組み合わせで「魔女復活編」「金塊編」「不老不死編」「忘れられた谷編」の計4ストーリーに分岐する[2]。
- 主人公と主人公の幼馴染の名前は変更可能である。
- 登場人物に会う度に登場人物リストに名前が追加されていくが、リストには34人いる（正確には32人と2頭）。34人全員に会った後で、「第3幕」が見られる。
- 「第3幕」は4大ストーリーの「第1幕」「第2幕」で全てのエンディングを終えた後でも見ることができる。

### 復活祭
- エンディングを迎えたシナリオは読書録で1冊の本として本棚に追加される。
- 物語の中で出会った登場人物は登場人物表に追加される。
- 各話4回目以降のプレイから高速スキップ機能の使用が可能となる[3]。

## あらすじ
主人公はどこにでもいる平凡なサラリーマン。ある日、会社のデスクに電話がかかってきた。その内容は女性の声で、「助けて…殺される」というものであった。聞いたことのある懐かしい声。その声が主人公に助けを求めたとき、彼の運命は動き始めた。翌日彼は奇妙な夢で目が覚めるが、その後で新聞の記事により電話の声の主は子供の頃の幼馴染だった女性とわかる。主人公は彼女が教師をしていたという分校がある山奥の村へと車を走らせ足を踏み入れてしまう。そこは深い森に囲まれた閉鎖された町。広大な密室と化した町で、想像を絶する恐怖を体験することとなる。

## 登場人物
ゲーム中には30人以上のキャラクターが登場する。
津田（俊夫）（変更できるのは苗字のみ）
主人公。都会で会社勤務をしている普通のサラリーマン。入社して2～3年目の若手社員。性格はプレイヤーの選択によって決定する。
（中込）依子（変更できるのは名前のみ）
ヒロイン。津田の幼馴染(後輩)であり、初恋の相手でもある女性。村の分校で教師をしていたが、ある事件に巻き込まれて、失踪している(もしくは殺されている)。序盤の選択肢で彼女が失踪しているか、殺されているかが変わってしまう。
河村巡査
村の駐在所に勤める警察官。38歳。妻の文子と2人で暮らしている。
角田平蔵
村の実力者。50歳。彼に逆らえる住人はほとんどいない。
金山医師
村の医師。60歳。温厚で世話好きな性格のため村の住人からの信用も厚い。現在は開業した「金山医院」を看護婦と2人で切り盛りしている。
水谷先生
分校の教師。35歳。依子の同僚でもある。土地の有力者である角田平蔵には何かと世話になっていて子分のように付き従っている。
お種
村の老婆。「谷」の人間を恐れている。
栗原多江
ショートカットの行動的な17歳の少女。第一幕では主人公とともに森の中を逃げることになるがプレイヤーの選択肢によって多江の正体は変わってくる。
角田栄子
角田の娘。依子が教師をしている分校に通う小学生。9歳。
大沢和子
謎の喪服の女性。39歳。第一幕では栗原多江の叔母として登場するが、シナリオによっては別の役割を演じることもある。

## 移植版
| No. | タイトル                                | 発売日         | 対応機種                                                 | 開発元                            | 発売元                   | メディア                            | 型式       | 備考   | 出典        |
| --- | --------------------------------------- | -------------- | -------------------------------------------------------- | --------------------------------- | ------------------------ | ----------------------------------- | ---------- | ------ | ----------- |
| 1   | 魔女たちの眠り -完全版-                 | 1996年11月22日 | Windows 95                                               |                                   | エレクトロニック・アーツ | CD-ROM                              | -          |        |             |
| 2   | 魔女たちの眠り -復活祭-                 | 1999年4月15日  | PlayStation                                              | オフィスクリエイト チームクレイズ | ビクター                 | CD-ROM                              | SLPS-01863 |        |             |
| 3   | 魔女たちの眠り -完全版- BEST COLLECTION | 2001年8月9日   | Windows 95/98/Me                                         |                                   | エレクトロニック・アーツ | CD-ROM                              | -          | 廉価版 |             |
| 4   | 魔女たちの眠り -復活祭- PS one Books    | 2002年12月5日  | PlayStation                                              | オフィスクリエイト チームクレイズ | ビクター                 | CD-ROM                              | SLPS-91504 | 廉価版 |             |
| 5   | 魔女たちの眠り 復活祭                   | 2010年12月22日 | PlayStation 3 PlayStation Portable (PlayStation Network) | オフィスクリエイト チームクレイズ | マーベラス               | ダウンロード （ゲームアーカイブス） | -          |        | [ 7 ] [ 8 ] |

## スタッフ
スーパーファミコン版
- 原作・監修：赤川次郎
- 脚本：笠原邦暁、濱島真理、尾崎宏之
- 制作：金沢十三男
- 企画：尾崎宏之
- 技術アドバイザー：田端紀行
- プログラム：小春日のどか、本田登、井上亮
- グラフィック：荒木雅子、柳沢陽子
- 作曲：松平あこ
- サウンド：齊藤明達
- 宣伝：大野泰生
- 広報：和田康宏
- アートワーク：富田千穂
- 制作総指揮：原田一正、木津精一

PlayStation版
- 原作・監修：赤川次郎
- プロデューサー：金沢十三男
- ディレクター：長嶋健
- 企画：金沢十三男、藤井康守、佐藤淳子
- 脚本：笠原邦明、濱島真理、金沢十三男
- プログラム：藤井康守、川野広行
- グラフィック：佐藤淳子、川上栄子、岩原まどか
- サウンド：田中利明
- テクニカルアドバイザー：仲間弥、高田陽
- 脚本補：齋藤光二、後藤琢宏
- アートワーク：宮城美紀、富田千穂、金沢十三男
- ジャケット：荒木雅子
- 進行協力：後藤琢宏、齋藤光二
- 宣伝：大野泰生、後藤琢宏、安藤剛
- 広報：齋藤光二
- 撮影協力：青柳恭彦、石田正史、岡田明弘
- 協力：石谷義孝、遠藤達也、須藤法生、松井智晃、石川真理子、関根彰規、沓澤順一、和田康宏、内田弥恵、三浦玲香、柴崎文博
- 制作総指揮：木津精一、原田一正
- 撮影協力：アーバンクリニック

## 評価
スーパーファミコン版
ゲーム誌『ファミコン通信』の「クロスレビュー」では6・7・7・6の合計26点（満40点）、『ファミリーコンピュータMagazine』の読者投票による「ゲーム通信簿」での評価は以下の通りとなっており、20.5点（満30点）となっている。
| 項目 | キャラクタ | 音楽 | お買い得度 | 操作性 | 熱中度 | オリジナリティ | 総合 |
| 得点 | 3.4        | 3.8  | 3.2        | 3.3    | 3.5    | 3.3            | 20.5 |

PlayStation版
ゲーム誌『ファミ通』の「クロスレビュー」では8・6・6・6の合計26点（満40点）、レビュアーからの意見はストーリー展開やゲームシステムに関して賛否両論の結果となり、ストーリー展開について浜村通信は「テンポのよい展開。息を飲むシーンの連続」、水ピンは「正解の話を読みたい欲求に駆られる」と肯定的に評価したが、渡辺美紀は原作が存在するために基本設定が変化していかない事や、後半のストーリー展開が「強引で突拍子もない展開のものが多く苦笑」、羽田隆之は「肝心のストーリーがひどくブツ切れの連続という印象」と指摘し、ストーリーのジャンルが定まっていない上に選択肢によって大きな変化が出ない事を否定的に評価した。ゲームシステムについて渡辺は選択肢まで話をスキップできる機能を肯定的に評価、羽田は「ゲームシステムは快適で、問題なし」と肯定的に評価したが、浜村は「ゲーム的なおもしろ味は、それほど感じない」、水ピンはストーリーの分岐点が分かりづらく、反復プレイでも正解を導きにくい点に関して否定的に評価した。

## 関連作品
ガイドブック
- 赤川次郎 魔女たちの眠りハイパーガイドブック（光栄ハイパー攻略シリーズ） (1995/12)
- 赤川次郎 魔女たちの眠り‐復活祭 オフィシャルガイドブック  光栄(1999/3)